# Ceratopogon griseipennis
Ceratopogon griseipennis är en tvåvingeart som först beskrevs av Stora 1945.  Ceratopogon griseipennis ingår i släktet Ceratopogon och familjen svidknott. Inga underarter finns listade i Catalogue of Life.